# Народна партија Српске
Народна партија Српске (НПС) је парламентарна странка у Републици Српској, са сједиштем у Бањалуци. Основана је 15. децембра 2020. године издвајањем неколико тадашњих посланика и министара из Демократског народног савеза.
Предсједник и оснивач странке је Дарко Бањац, дотадашњи посланик ДНС-а у десетом сазиву Народне скупштине Републике Српске. Поред Бањца, странци се прикључио и посланик Дико Цвјетиновић, те министри Сенка Јујић и Ђорђе Поповић, сви из ДНС-а.
15. марта 2021. године странци су приступили народни посланици Жељко Бабић, до тада члан Српске демократске странке, и Драган Галић, до тада члан Партије демократског прогреса. Жељко Бабић је потом 10. фебруара 2022. године напустио Народну партију Српске и придружио се Социјалистичкој партији, тако да је Народна партија Српске до краја Десетог сазива народне скупштине Републике Српске имала 3 посланика.

## Резултати
| Избори | # гласова | % од важећих | # посланика                  | Влада     |
| ------ | --------- | ------------ | ---------------------------- | --------- |
| 2018.  |           |              | 3 / 83 (2 од ДНС и 1 од ПДП) | владајући |
| 2022.  | 20.898    | 3,27%        | 3 / 83                       | владајући |